# Reithrodontomys microdon
Reithrodontomys microdon (ratón cosechero dientes pequeños) es una especie de roedor de la familia Cricetidae.

## Distribución geográfica
Se encuentra en Guatemala y México. 